# Kribbenmos-verbond
Het kribbenmos-verbond (Cinclidotion) is een verbond uit de beekmos-orde (Leptodictyetalia riparii). 

## Naamgeving en codering
| Cinclidotion fontinaloidis Philippi 1956 |

- Syntaxoncode voor Nederland (rVvN): r47Ca

De wetenschappelijke naam Cinclidotion is afgeleid van de botanische naam van het diagnostische mossengeslacht kribbenmos (Cinclidotus).

## Ecologie

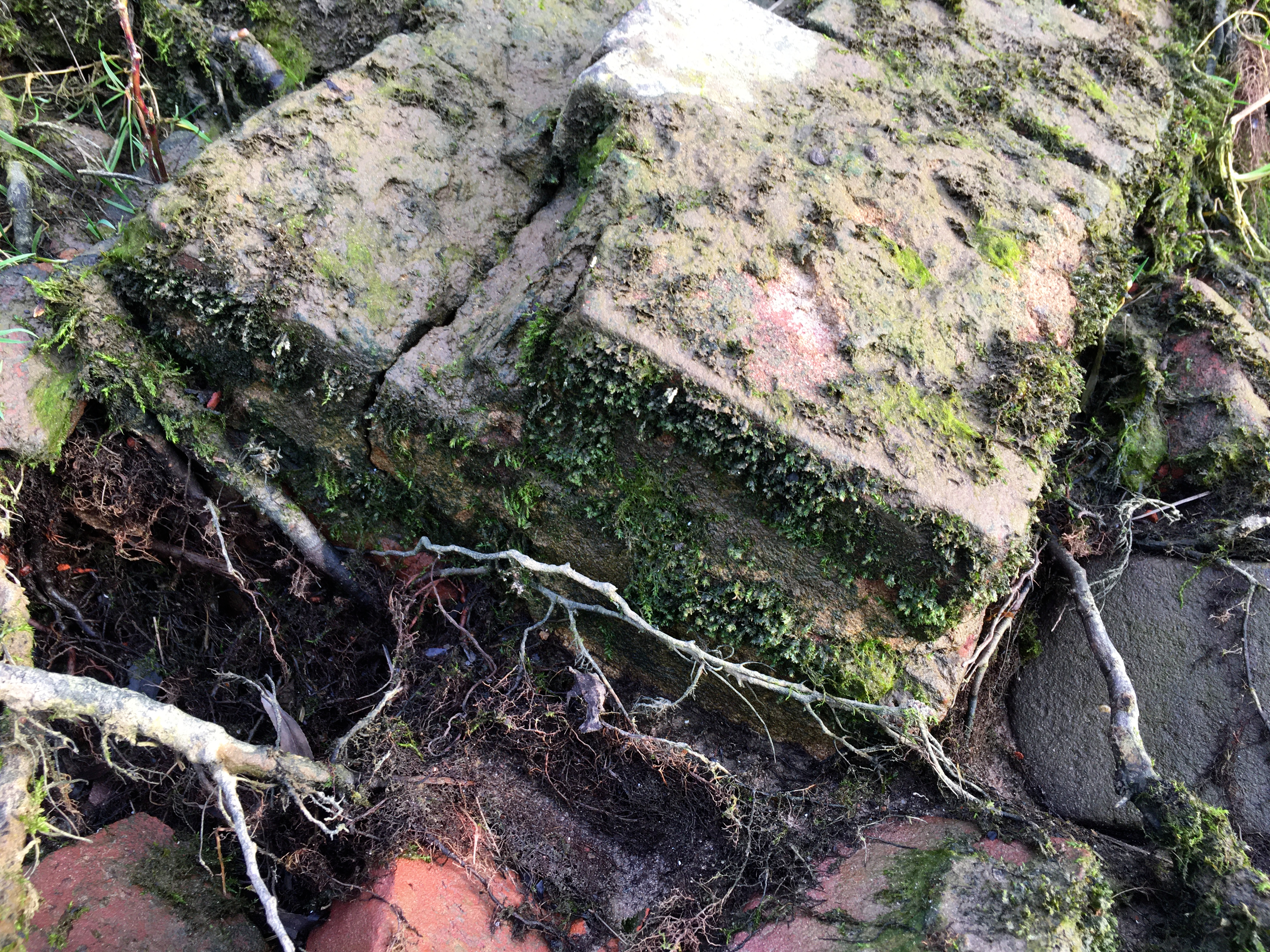
Modderige oeverbeschoeiing begroeid met de riviervedermos-associatie.

Het kribbenmos-verbond omvat amfibische mossengemeenschappen op harde substraten in en/of langs waterlopen. Het gaat hierbij om dynamisch, eutroof tot mesotroof, zoetwater met een hoge pH.

## Associaties in Nederland en Vlaanderen
Het kribbenmos-verbond wordt in Nederland en Vlaanderen vertegenwoordigd door drie associaties.
- - watervedermos-associatie (Fissidentetum fontani)
  - kribbenmos-associatie (Cinclidotetum fontinaloidis)
  - riviervedermos-associatie (Leptodictyo-Fissidentetum)

## Verspreiding
De gemeenschappen uit het kribbenmos-verbond zijn dikwijls typische gemeenschappen van rivierlandschappen. Het Nederlandse rivierengebied vormt in Europa een belangrijk bolwerk voor de meeste gemeenschappen uit dit verbond.

## Fotogalerij

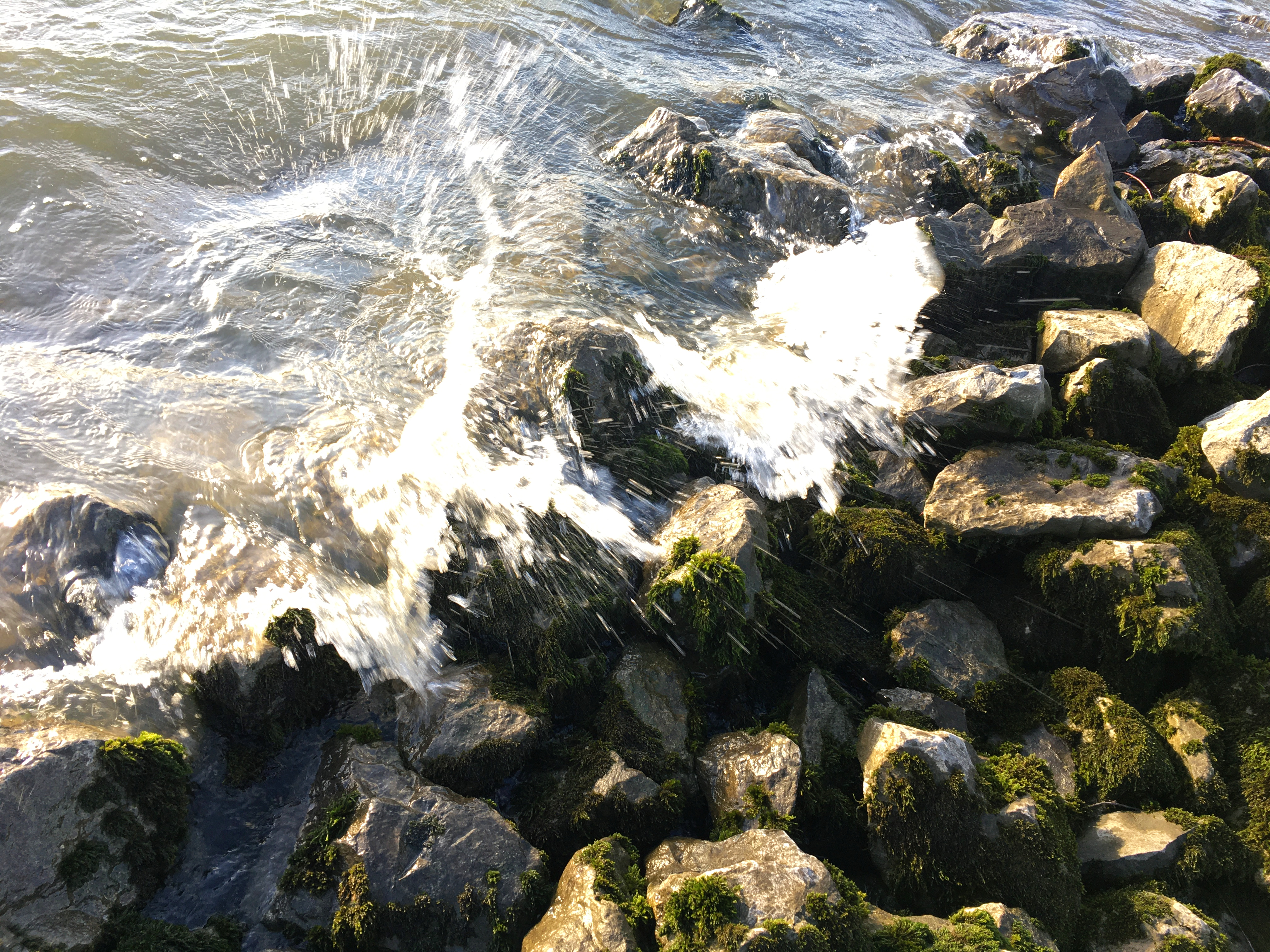
Kribbenmos-associatie